# 1812: Ріки війни
«1812: Річки війни» (англ. 1812: The Rivers of War) — роман в жанрі альтернативної історії американського письменника Еріка Флінта, що був вперше опублікований 2005 року.
Спочатку книга була опублікована в твердій обкладинці просто як «Річки війни». У 2006 році текст був доступний у безкоштовній бібліотеці Баен.

## Сюжет
Історія, яка розгортається в 1814—1815 роках, зосереджується навколо альтернативної історичної версії війни 1812 року . Точка розбіжності сталася під час битви під Хорсшу-Бенд у березні 1814 року, де Сем Г'юстон, який був серйозно поранений у реальній історії, отримав лише незначне поранення та зміг продовжити боротьбу. Це призводить до багатьох змін, кульмінацією яких стало утворення Конфедерації Арканзасу.

## Відгуки
Publishers Weekly дав позитивну рецензію на книгу, заявивши: «Флінт (1632) пропонує історичні постаті, яких рідко можна зустріти в художній літературі, такі як Джеймс Монро, у часи до Доктрини, та британський генерал Роберт Росс (не вбитий за межами Балтімора); ретельна наука у війні наполеонівської доби; сильні, надійні вболівальники вболівають ще голосніше, якщо цей видатний старт виявиться першим у довгій сазі».
Перше опубліковане продовження — «1824: Арканзаська війна».